# Георги Сгурев
Георги Сгурев е български политик.
Завършил е Болградската гимназия (гр. Болград, дн. Украйна). През 1883 г. завършва право в Императорския новорусийски университет.
Установява се в България и учителства в Разград. По-късно става съдия в Русе и адвокат в София. От 1893 до 1897 г. е преподавател във Софийския университет, а от 1894 е и главен секретар на Министерството на правосъдието. В периода 1897-1899 г. е министър на правосъдието в правителството на д-р Константин Стоилов.
Сгурев е народен представител в XII, XIII, XV ОНС и в V ВНС. Заместник-председател e на XV Народното събрание (1912-1913). От 1921 г. е председател на Управителния съвет на Адвокатския съюз.
Умира в София през 1941 г.